# Leïla Martial
Leïla Martial, née[Où ?] en Ariège en 1984, est une vocaliste et musicienne de jazz française.

## Biographie
Originaire de l'Ariège, Leïla Martial est issue d'une famille de musiciens. Sa mère pratique le chant lyrique et son père hautboïste classique est également professeur de solfège. Elle intègre à dix ans le Collège de Jazz de Marciac. À 17 ans, la jeune musicienne entre au conservatoire à rayonnement régional de Toulouse pour trois années, avant d’entamer un semestre au conservatoire de San Sebastian.
Elle est lauréate du premier prix de soliste au concours national de jazz de la Défense en 2009.

## Carrière professionnelle

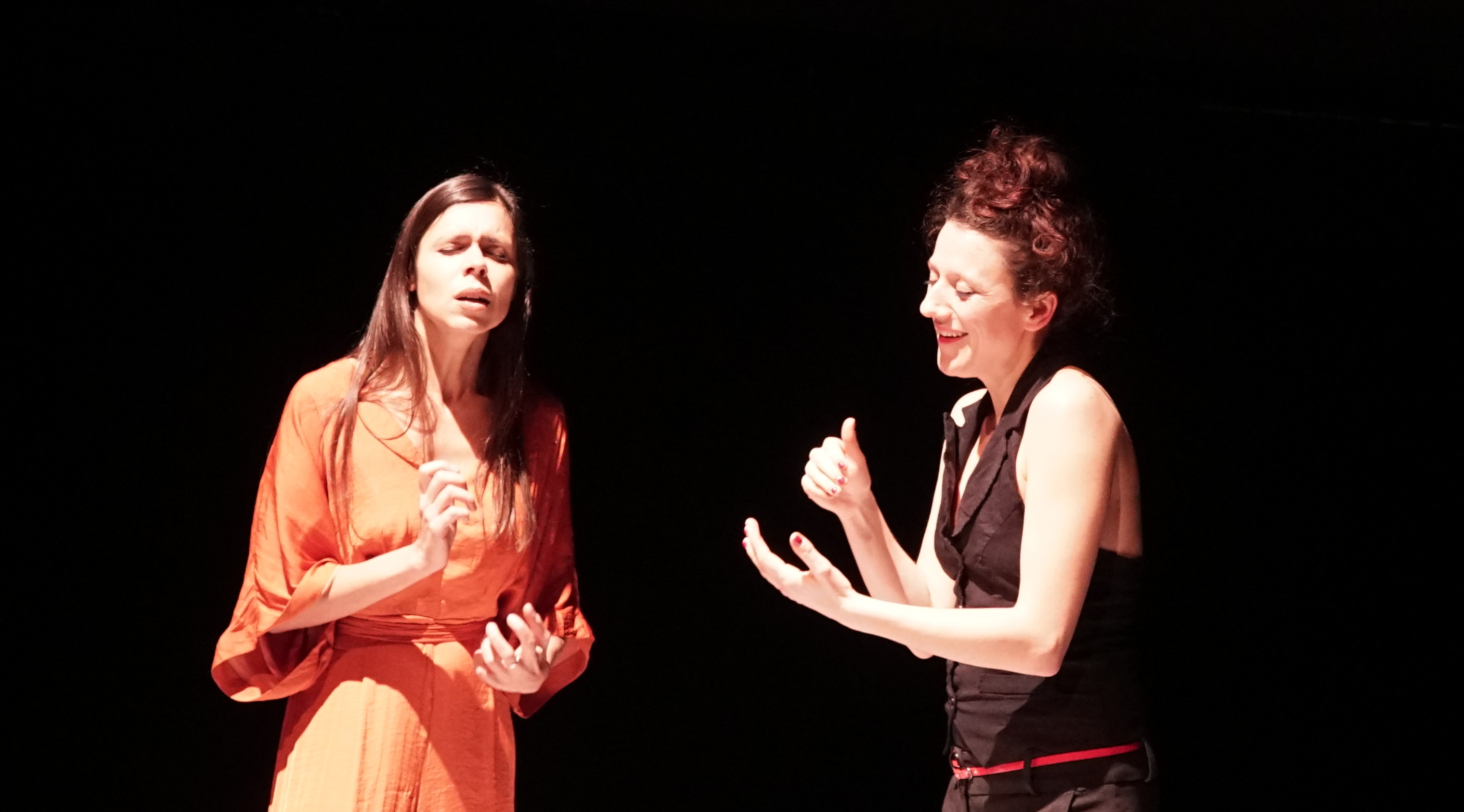
Lors de Reims scènes d’Europe en 2019 avec Marie-Pascale Dubé.

Leïla Martial se lance d'abord sur scène en duo, se forgeant son propre langage musical à base d’onomatopées et laissant une grande place à l'improvisation dans ses compositions. Une manière d'expression qu'elle découvre à la suite des prestations de Médéric Collignon.
Dès 2009, la chanteuse collabore à l'album Parallel worlds de Tony Tixier, 
En 2012, la musicienne édite son premier album Dance Floor remarqué par Jean-Jacques Pussiau, (fondateur des labels OWL, Night Bird et Outnote) chez Outnote Records. À la suite de sa victoire lors du concours Crest Jazz Vocal, elle entame en quartet la tournée Jazz Migration pendant laquelle elle compose une grande partie de son prochain album.
Rencontre Andreas Schaerer au festival Südtirol Jazzfestival qui alimente moult rencontres improvisées sur scène (domaine d'Ô Montpellier, Toulouse, Festival Sud Tyrol....), 
En 2016, l'improvisatrice se produit aux côtés de la batteuse de jazz et compositrice Anne Paceo dans la formation Circles. Pour Baabel, son second enregistrement, Leïla Martial compose en trio avec les multi-instrumentistes et vocalistes Pierre Tereygeol et Éric Perez, accompagnée ponctuellement du saxophoniste et ami d'enfance Émile Parisien. Au cœur d'un univers poétique et animalier, elle mêle au jazz traditionnel, des influences rock et de musiques du monde, jouant avec des langues bien réelles et d'autres imaginaires. La vidéaste Valentine Poutignat réalise l'ensemble des films entourant le projet musical.
Elle collabore avec Maria Chiara Argirò pour The Fall Song en 2016 ainsi que pour Hidden Seas en 2019,.
En avril 2019 sort l'album Warm Canto.

## Collaborations
Leïla Martial forme le duo Fil avec le violoncelliste Valentin Ceccaldi et accompagne la danseuse circassienne Marlène Rostaing, lors de performances hybrides à l'Atelier du Plateau des Capucins ou en soutien des manifestations du mouvement Nuit debout. Leila Martial  forme le trio Oliphantre – (Italie).
Son Solo, Solarium, lui permet d'être invitée sur plusieurs workshops et restitutions (conservatoires de Lausanne, Bruxelles, université Jean Jaures - Toulouse...) ou en ouverture de programmations et festivals.
Leila Martial est artiste associée aux Scènes du Jura dès 2020.

## Discographie
- 2012 : Dance Floor, OutNote Records
- 2016 : Baabel, Laborie Jazz
- 2019 : Warm Canto[12], Laborie (label)

## Distinctions
- 2009 : 1er prix de soliste, concours national de jazz de la Défense
- 2009 : 3e prix de groupe, concours national de jazz de la Défense
- 2012 : Lauréate du concours Crest Jazz Vocal
- 2019 : Prix du Jazz Vocal pour  - album Warm Canto - Académie du jazz
- 2020 : Lauréate des Victoires du jazz (artiste vocal)[13]